# Guanape
Guanape – miasto w Wenezueli, w stanie Anzoátegui.